# Siphonorhis
Siphonorhis is een geslacht van vogels uit de familie van de nachtzwaluwen (Caprimulgidae). De wetenschappelijke naam van het geslacht is voor het eerst geldig gepubliceerd in 1861  door Sclater.

## Soorten
De volgende soorten zijn bij het geslacht ingedeeld:
- † Siphonorhis americana – Jamaicapauraque
- Siphonorhis brewsteri – Haïtipauraque